# Cantata profană
Cantata profană este un film românesc din 1972 regizat de Nina Behar.